# Caruaru
Caruaru este un oraș în Pernambuco (PE), Brazilia.